# Шредер (дворянские роды)
Шредер (нем. Schröder, пол. Szreder) — дворянский род.
Известны четыре дворянских фамилии Шредер:
1. Иоганн-Фридрих Шредер, пожалованный коллежским асессором в 1790 г. (Герб. IX, 139, см. ниже).
2. Эрнест-Готлиб-Юлиус Шредер (Герб. XIII, 169, см. ниже).
3. Людвиг Шредер, статский советник, доктор медицины (Герб. XVII, 62)
4. Герб пожалован 03.11.1811 Петру Шредеру, коллежскому советнику

Иоганн-Фридрих Шредер, во уважение ревностных трудов, в 1790 году именным указом Императрицы Екатерины II пожалован коллежским асессором. В 21 июня 1803 года Федору-Генриху Шредеру, российскому подданному, по указу Императора Александра I на докладе Правительствующего Сената, дозволено пользоваться пожалованным от иностранной державы Иогану Шредеру с потомками дворянским достоинством, и повелено герб, означенный в дипломе римского императора Франца I, внести в Гербовник во 2-е отделение, в число дворян Российской Империи, облеченных в сие достоинство Монаршею милостью. 1 февраля 1810 года Федору Шредеру с потомством пожалован диплом на дворянское достоинство с изображением герба, копия которого хранится в Герольдии.
Определением Правительствующего Сената от 31 марта 1875 года, статский советник доктор медицины Эрнест-Готлиб-Юлиус (Эрнест Иванович) Шредер (1830—1894) признан в потомственном дворянстве, по Всемилостивейше пожалованному ему 30 августа 1874 года ордену св. Владимира 4 степени, с правом на внесение в третью часть дворянской родословной книги, вместе с сыновьями его: Александром-Карлом-Эрнестом и Леонидом-Робертом-Эрнестом.

## Описания гербов
ОГ IX, 139
В красном поле, находится серебряная пирамида, означенная с нижних боков щита вверх с изображением на ней дерева. Над щитом дворянский шлем с короной. Нашлемник: дерево и по сторонам его два рога с правой стороны красного и серебряного, а с левой серебряного и красного цвета. Намёт на щите красный, подложенный серебром.
ОГ XIII, 169

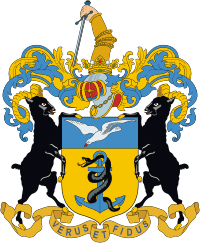

В золотом щите лазоревый якорь с анкерштоком и кольцом. Его обвивает чёрная, с червлёными глазами и жалом змея. В лазоревой главе щита летящая вправо серебряная, с червлёными глазами и клювом чайка.
Над щитом дворянский шлем с короной. Нашлемник: рука вверх в золотых латах держит лазоревый меч остриём вниз. Щитодержатели: два черных диких барана, с золотыми глазами, языками, рогами и копытами. Намёт: справа — лазоревый с золотом, слева — лазоревый с серебром. Девиз: «VERUS ЕТ FIDUS» лазоревыми буквами на золотой ленте. Герб Шредера внесён в Часть 13 Общего гербовника дворянских родов Всероссийской империи, стр. 169.